# Sogno d'un valzer (film)
Sogno d'un valzer (Ein Walzertraum) è un film del 1925 diretto da Ludwig Berger.
Il soggetto è tratto dall'operetta omonima, in italiano Sogno d'un valzer, di Felix Dormann e Leopold Jacobson con le musiche di Oscar Straus, basata sul romanzo Nux, der Prinzgemahl di Hans Müller.

## Trama
La principessa Alix si sposa con un tenente della sua guardia, il conte Nicholas Preyn. Ma il matrimonio, per Niki, si rivela infelice perché la moglie, capo della Rurislavenstein, lo trascura per gli affari di stato. Niki incontra in un locale la graziosa Franzi, che dirige un'orchestra di sole donne. La principessa si rende conto che il marito non è felice: per rimediare, prende lezioni per imparare a comportarsi in maniera più femminile, indossa gli abiti più alla moda e acquisisce un tocco di frivolezza che incanta il marito. Franzi, allora, si ritira in buon ordine.

## Produzione
Il film fu prodotto dall'Universum Film (UFA).

## Distribuzione
Distribuito in Germania dalla Decla-Bioscop AG, fu presentato in prima il 18 dicembre 1925 a Berlino all'Ufa-Palast am Zoo. In Austria, il film venne distribuito dalla Decla-Bioscop AG. Negli Stati Uniti, uscì a New York il 25 luglio 1926 con il titolo The Waltz Dream, distribuito dalla Metro-Goldwyn-Mayer (MGM). In Italia venne distribuita dalla Ufa nel 1926.